# Keshia Baker
Keshia Chantay Baker (Fairfield (Californië), 30 januari 1988) is een Amerikaanse atlete, die is gespecialiseerd in de sprintnummers. Ze nam eenmaal deel aan de Olympische Spelen en veroverde bij die gelegenheid een gouden medaille.

## Carrière
Baker maakte haar internationale debuut op de wereldkampioenschappen van 2011 in Daegu. Op dit toernooi liep ze samen met Natasha Hastings, Jessica Beard en Francena McCorory in de series van de 4 x 400 m estafette. In de finale sleepten Beard en McCorory samen met Sanya Richards-Ross en Allyson Felix de wereldtitel in de wacht. Voor haar inspanningen in de series ontving Baker, zoals de regels dit voorschrijven, eveneens de gouden medaille.
Op de US Olympic Trials 2012 in Eugene eindigde Baker als vijfde op de 400 m, waarmee ze zich kwalificeerde voor de 4 x 400 m estafette op de Olympische Spelen in Londen. Hier liep ze samen met Francena McCorory, Diamond Dixon en DeeDee Trotter in de serie; in de finale veroverden McCorory en Trotter samen met Allyson Felix en Sanya Richards-Ross de gouden medaille. Voor haar aandeel in de series werd Baker, net als een jaar eerder op de WK in Daegu, beloond met eveneens de gouden medaille.

## Persoonlijke records
Outdoor
| Afstand | Tijd  | Datum         | Plaats      |
| ------- | ----- | ------------- | ----------- |
| 200 m   | 23,26 | 7 april 2012  | Los Angeles |
| 300 m   | 37,36 | 23 maart 2013 | Pasadena    |
| 400 m   | 50,76 | 16 mei 2010   | Berkeley    |

Indoor
| Afstand | Tijd  | Datum         | Plaats       |
| ------- | ----- | ------------- | ------------ |
| 400 m   | 51,63 | 13 maart 2010 | Fayetteville |

## Palmares

### 4 x 400 m
- 2011:  WK (Baker was enkel actief in de series)
- 2012:  OS - 3.16,87[1]